# Aureolă

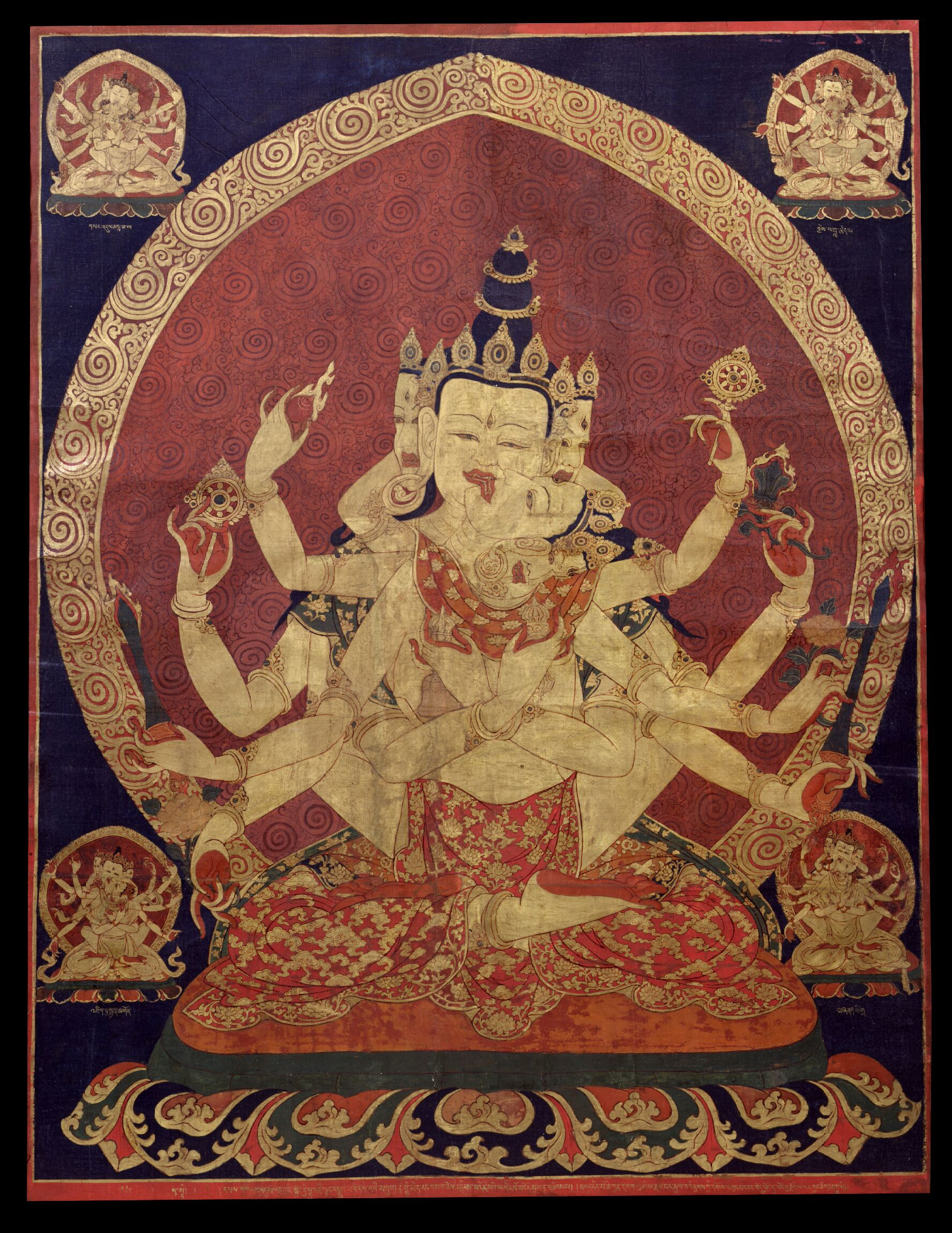
Thanka tibetan central din Guhyasamaja Akshobhyavajra, secolul al XVII-lea al, Muzeul de Artă Rubin

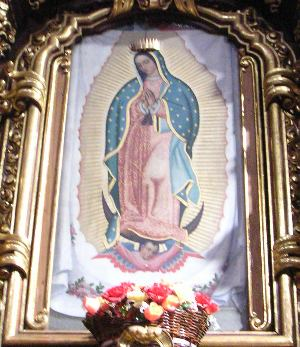
Icoanele cu Fecioara Maria sunt adesea înconjurate de o aureolă, ca în această imagine a Maicii Domnului din Guadalupe.

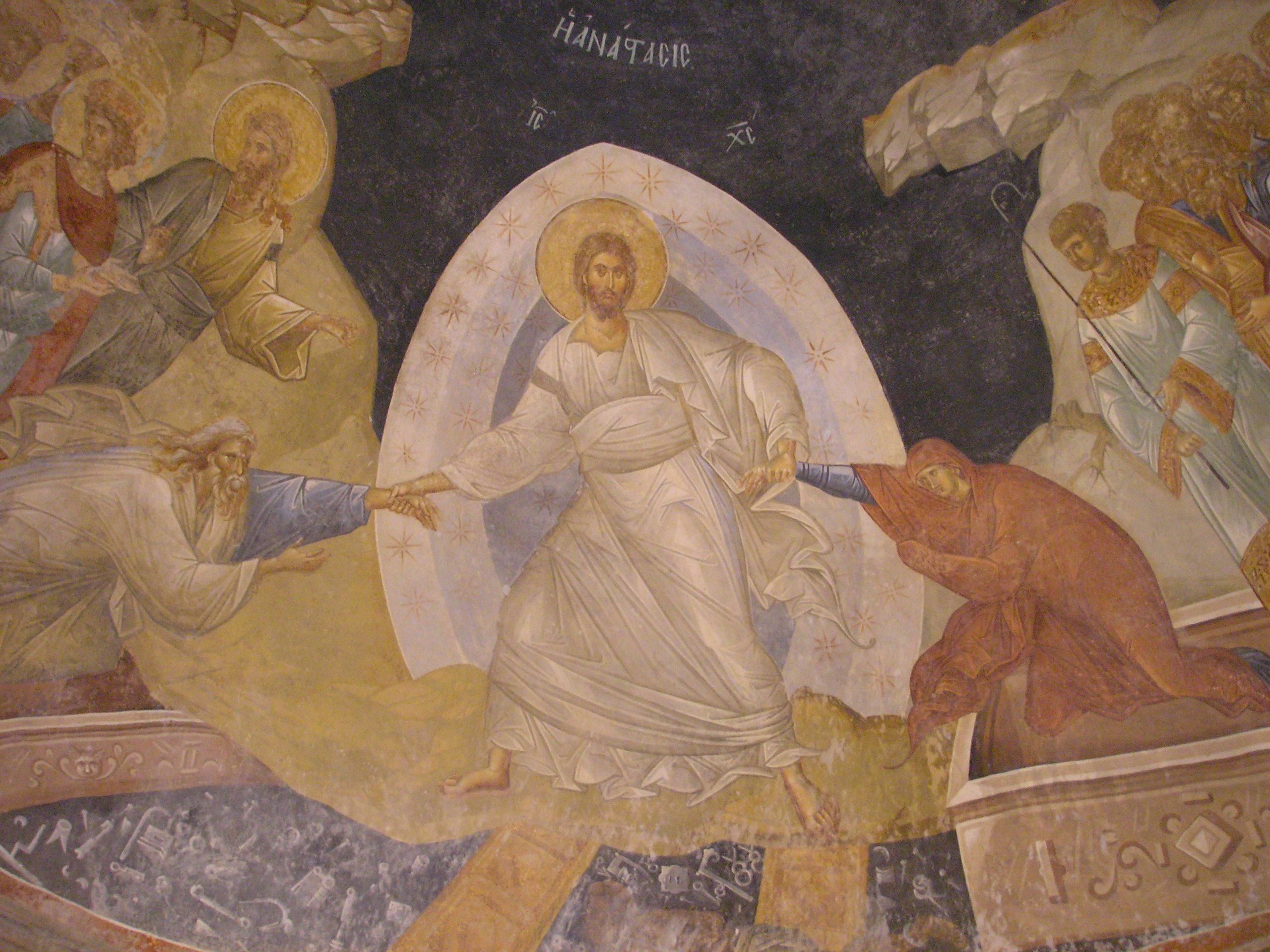
Învierea Domnului, frescă în biserica Chora, Istanbul.

Aureola (diminutiv provenit din latinescul aurea, cu sensul de „auriu”) este acel nor luminos și strălucitor care, în picturile sacre, înconjoară întreaga figură a personajului.
În limbile romanice, substantivul aureolă se referă în special la cercul luminos din jurul capetelor sfinților, acesta fiind întâlnit și sub denumirile de halou sau nimb.

## În artă
La începuturile artei creștine, aureola era folosită doar în picturile ce îl înfățișau pe Dumnezeu, dar apoi s-a extins și în picturile cu Fecioara Maria și cu mulți dintre sfinți.
Atunci când cuprinde întregul trup, aureola este pictată în formă ovală sau eliptică, însă apare ocazional și sub formă circulară, vesica piscis („bășică de pește”) sau în formă de trifoi cu patru foi. Atunci când apare în picturi doar cercul luminos, acesta poate fi numit în mod specific halou sau nimb, în timp ce combinația dintre nimb și aureolă poartă numele de glorie. Nu se menține o distincție strictă între nimb și aureolă, cel de-al doilea termen fiind cel mai frecvent utilizat pentru a desemna strălucirea din jurul capetelor sfinților, îngerilor și Sfintei Treimi.
A nu se confunda aureola cu motivul artistic al pruncului Iisus, care apare în picturi ca o sursă de lumină în scena Nașterii Domnului. Aceste picturi provin direct din relatările Sfintei Brigita a Suediei, care susținea că a avut viziuni cu această scenă.

### Dezvoltare
Nimbul din arta creștină a apărut pentru prima dată în secolul al V-lea, însă acest semn era cunoscut încă din timpul artei elenistice precreștine, cu câteva secole în urmă. Nimbul se regăsește în unele reprezentări persane ale regilor și zeilor și apare pe monedele conducătorilor din dinastia Kushan: Kanishka, Huvishka și Vasudeva, precum și în multe reprezentări ale lui Buddha în arta greco-budistă din secolul I d.Hr. Prin intermediul egiptenilor, nimbul a fost preluat și de către grecii și romanii antici, așa cum se poate observa în unele reprezentări ale lui Traian (arcul lui Constantin) și Antoninus Pius (spatele unei medalii). Împărații romani erau uneori descriși purtând o coroană strălucitoare, cu raze ascuțite, asemănate cu razele soarelui. Conform tradiției islamice, profetul Mohamed nu putea fi reprezentat cu astfel de trăsături; cu toate acestea, unii artiști religioși i-au evidențiat profetului prezența în scenele istorice prin înlocuirea nimbului cu o aureolă goală și cuprinsă de flăcări. 
Atunci când apare în formă circulară, nimbul constituie o formă naturală sau chiar primitivă a ideii de coroană, aceasta fiind modificată de ideea la fel de simplă a luminii care se emană din capul unei ființe superioare, ori de fenomenul meteorologic numit halou. Există posibilitatea ca toate asocierile ulterioare cu acest simbol să aibă origini astrologice, mai exact cu Mithra, zeul luminii, care era asociat cu soarele. Se poate spune, așadar, că aureola este un fel de hvareno al Zoroastrismului . Din această utilizare astrologică timpurie, conceptele glorie și nimb, au fost adaptate sau moștenite în noi credințe. 

### Mandorla

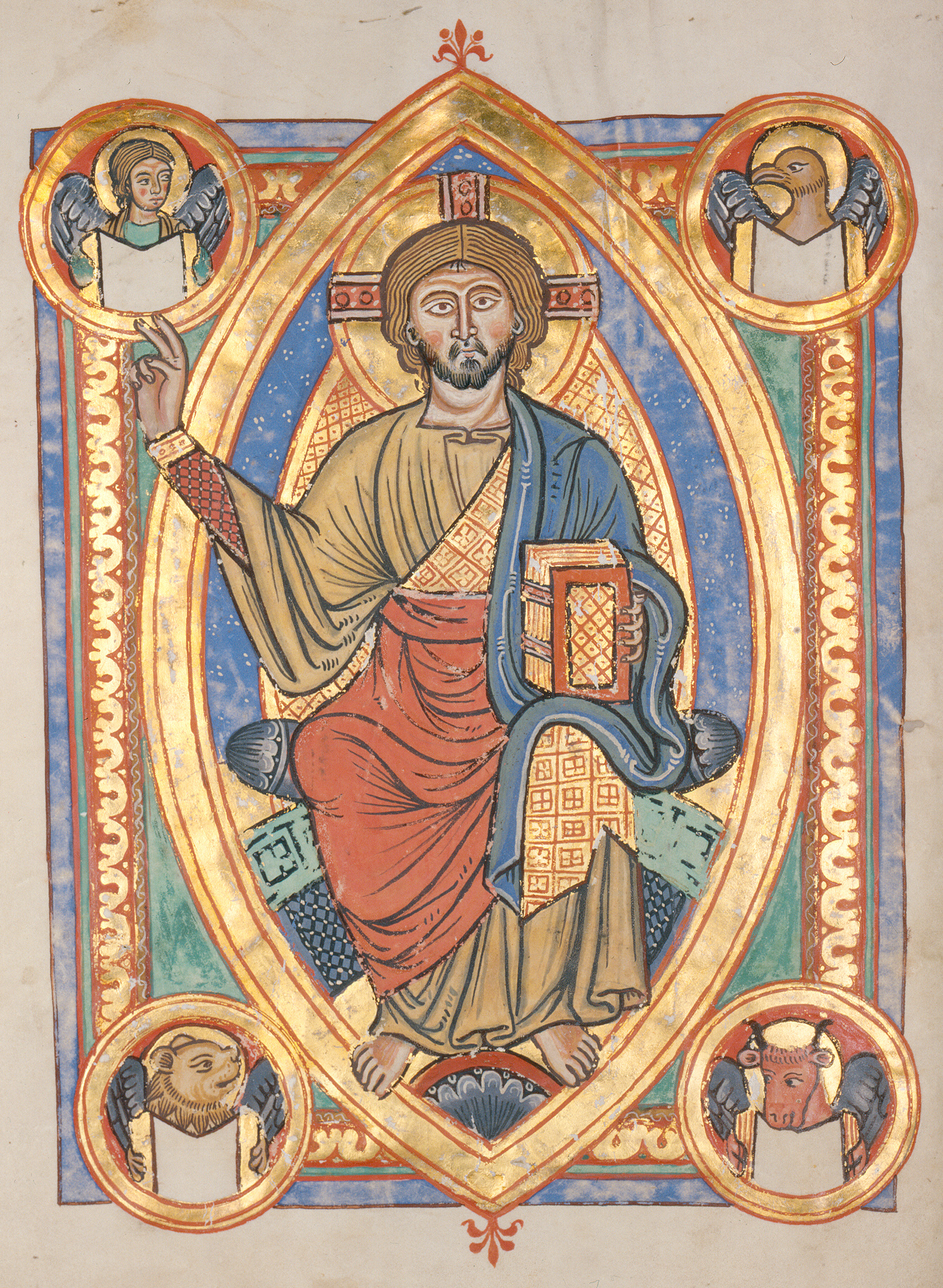
Christos în mandorlă, manuscris iluminat medieval.

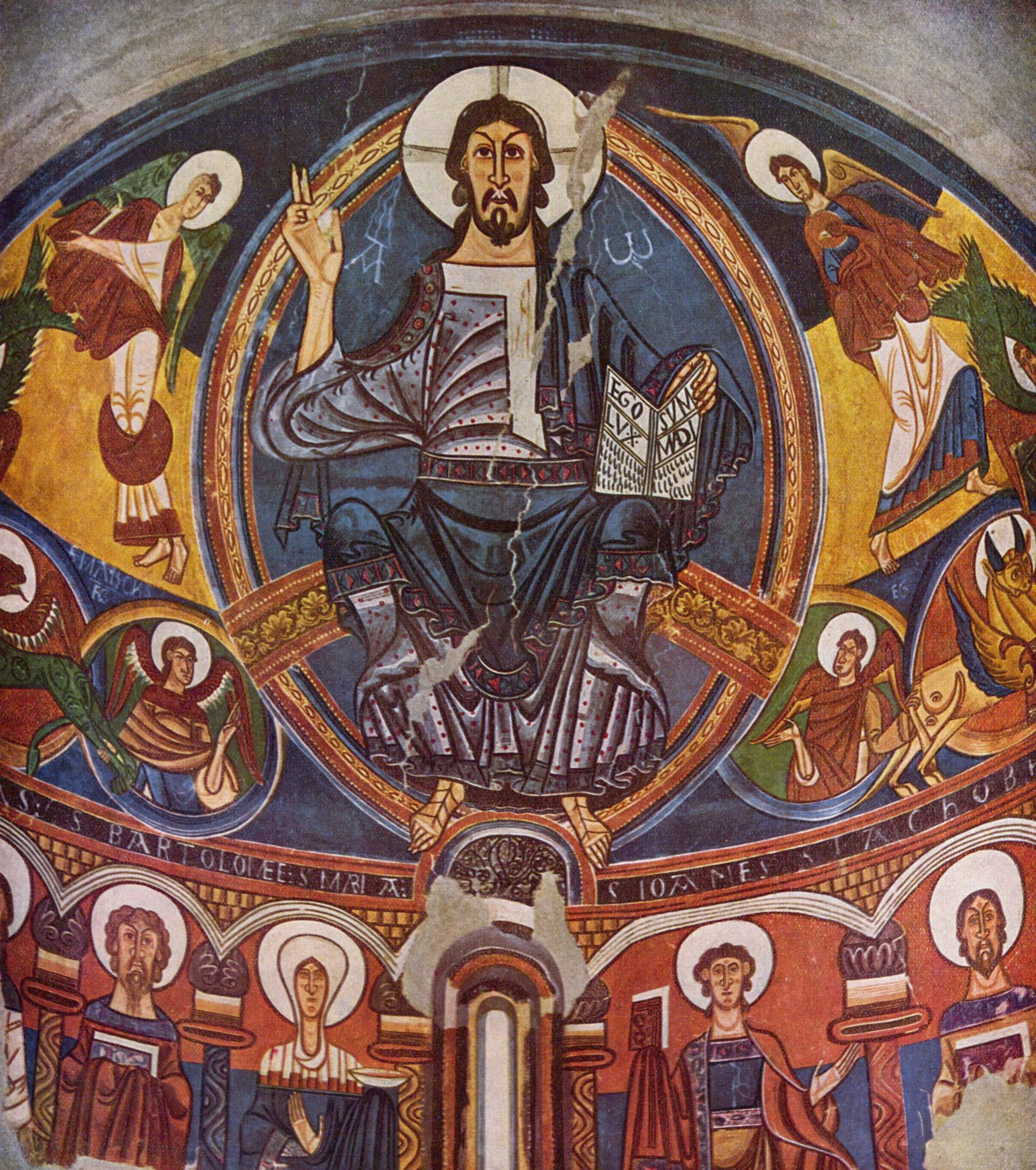
Christos Pantocrator, Biserica Sant Climent din Taüll, din secolul al XI-lea.

Mandorla este o aureolă în formă de vesica piscis care înconjoară figuri precum cea a lui Iisus Hristos sau a Maicii Domnului în arta creștină tradițională. În mod normal este folosită pentru a ilustra pictura lui Hristos în Majestate în arta medievală și romanică timpurie, dar și în arta bizantină din aceeași perioadă. Acest termen se referă la forma unei migdale, mandorla însemnând migdală în limba italiană. În icoanele Bisericii Ortodoxe Răsăritene, mandorla este folosită pentru a ilustra momente sacre care transcend timpul și spațiul, precum Învierea, Schimbarea la Față și Înălțarea Domnului. Aceste mandorle sunt pictate folosindu-se numeroase modele concentrice și diverse culori care devin tot mai închise pe măsură ce se apropie de centru. Această teorie este în concordanță cu utilizarea de către biserică a teologiei apofatice, așa cum este descris de Dionisie Areopagitul: „Pe măsură ce sfințenia se sporește, nu mai există nicio modalitate de a-i descrie strălucirea, decât prin întuneric”.
În celebră frescă romanică a lui Christos în Glorie din Biserica Sfântul Clement din Tahull, inscripția „Ego Sum Lux Mundi” („Eu sunt lumina lumii”) este integrată în mandorlă..
„Timpanul de la Conques”, sculptură romanică, înfățișează o scenă în care îngerii plasați la picioarele lui Iisus Christos poartă sfeșnice. În jurul lor sunt sculptate șase stele, asemănătoare unor flori, acestea simbolizând planetele, dar fiind inclusă și Luna. În această reprezentare, Hristos simbolizează Soarele.
Există un caz special la Cervon (Nièvre), în care Iisus Hristos stă așezat și este înconjurat de opt stele asemănătoare florilor. La Conques, florile au șase petale. La Cervon, unde motivul migdalei apare în mod repetat și pe marginile mandorlei, florile au cinci petale, precum florile de migdal, acestea fiind primele flori care apar la sfârșitul iernii, chiar înainte să apară frunzele acestuia. Din acest punct de vedere, ar putea fi tentantă stabilirea unei legături între acest caz și simbolismul candelabrului Chanukkiyah cu nouă ramificații. În secolul al XII-lea, o nouă școală de gândire iudaică s-a format la Narbonne, dând naștere primelor scrieri din Cabala. Mai mult decât atât, la Cervon, doar cea de-a opta stea/floare are șase petale: Rădăcina lui David, cunoscută drept Luceafărul strălucitor de dimineață, menționat la sfârșitul Apocalipsei (22:16). Într-unul dintre cele mai vechi manuscrise ale Bibliei ebraice complete, Leningrad Codex, se regăsește Steaua lui David încadrată într-un octogon. 
În simbolistica lui Hildegarde von Bingen, mandorla face referire la Cosmos.

## Aureola (fenomen atmosferic)
În meteorologie, aureola reprezintă discul interior al coroanei, fenomen optic produs de difracția luminii emanate de soare sau de lună (sau, ocazional, alte surse puternice de lumină) ajunsă în contact cu picăturile de apă, uneori cu cristalele mici de gheață din componența norilor, ori cu suprafața unei sticle mate . Aureola este adesea (în special în cazul Lunii) singura parte vizibilă a coroanei și are aspectul unui disc alb-albăstrui, care devine maro-roșcat pe măsură ce se apropie de margini.